# Eugene Aynsley Goossens
Sir Eugene Aynsley Goossens  (Camden Town, London, 1893. május 6. – 1962. június 13.) brit zeneszerző és karmester.

## Életpályája
Eugène Goossens (fils, 1867–1958) és anyja  Annie Cook, a Carl Rosa Opera Company énekese volt. Tanulmányait Brugge-ben és Londonban végezte. Sir Thomas Beecham volt mellett segédkarmester, majd az USA-ban dolgozott (1923–1945) a Rochester (New York) és a Cincinnati zenekarok karmestereként. A Sidney Szimfonikus Zenekar karmestereként és az Új Dél-Wales Konzervatórium igazgatójaként (1947–1956) nagy hatással volt az ausztráliai zenére.

## Díjai, elismerései
1955-ben lovaggá ütötték.

## Művei
Két opera, egy balett, egy oratórium és két szimfónia.

## Forrás
- Cambridge Enciklopédia, Maecenas Kiadó, 1992. 508. old.